# Děčín-Prostřední Žleb
Děčín-Prostřední Žleb (czeski: Železniční stanice Děčín-Prostřední Žleb) – stacja kolejowa w Děčínie, w kraju usteckim, w Czechach. Znajduje się na wysokości 135 m n.p.m.
Jest zarządzana przez SŽDC i obsługiwana przez České dráhy. Na stacji nie ma możliwości zakupu biletów, a obsługa podróżnych odbywa się w pociągu.

## Linie kolejowe
- 083 Děčín – Bad Schandau (– Dresden-Neustadt)
- 073 Ústí nad Labem-Střekov – Děčín východ – Děčín-Prostřední Žleb